# カクテル傘

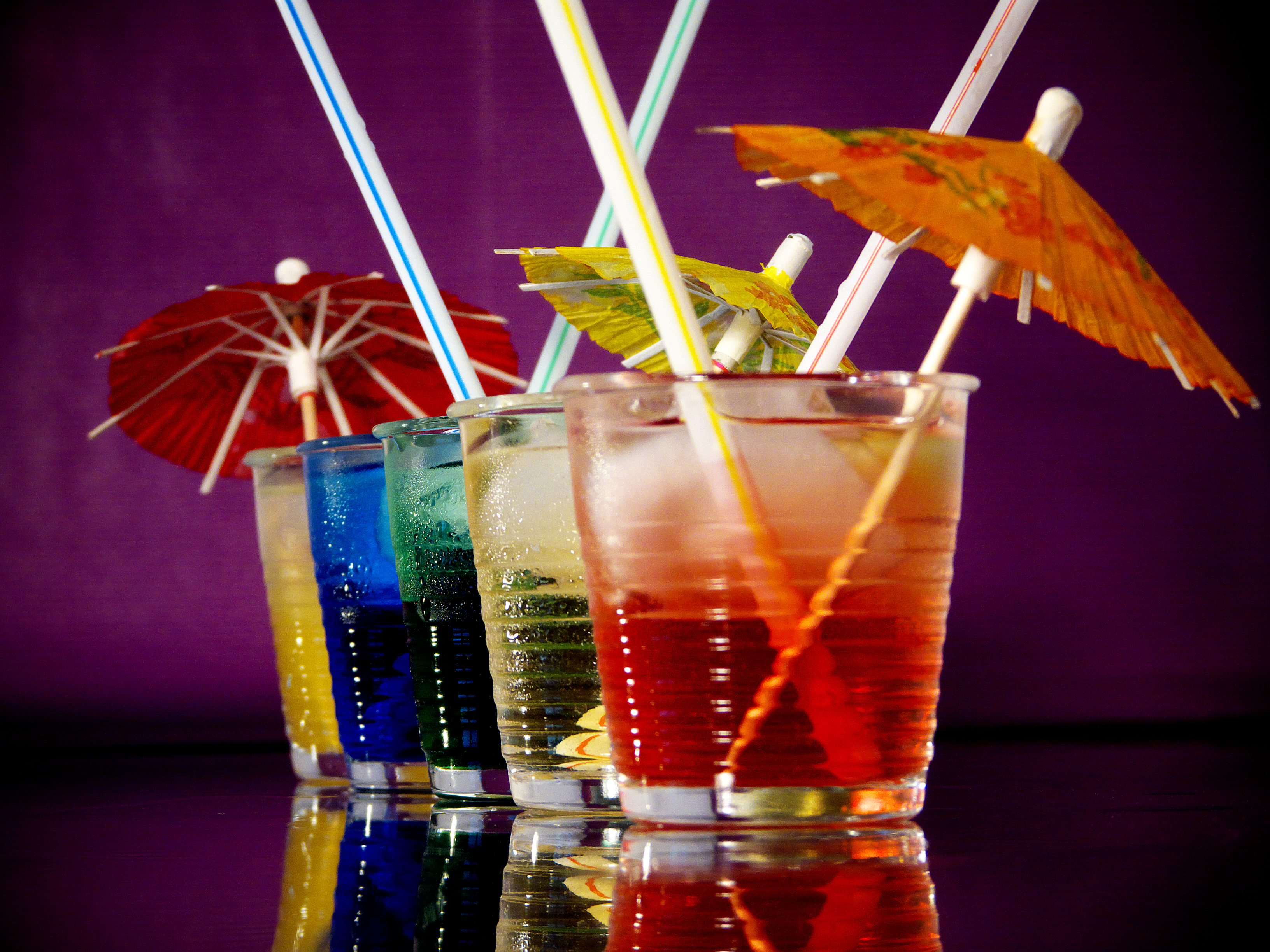
傘を添えたカクテル

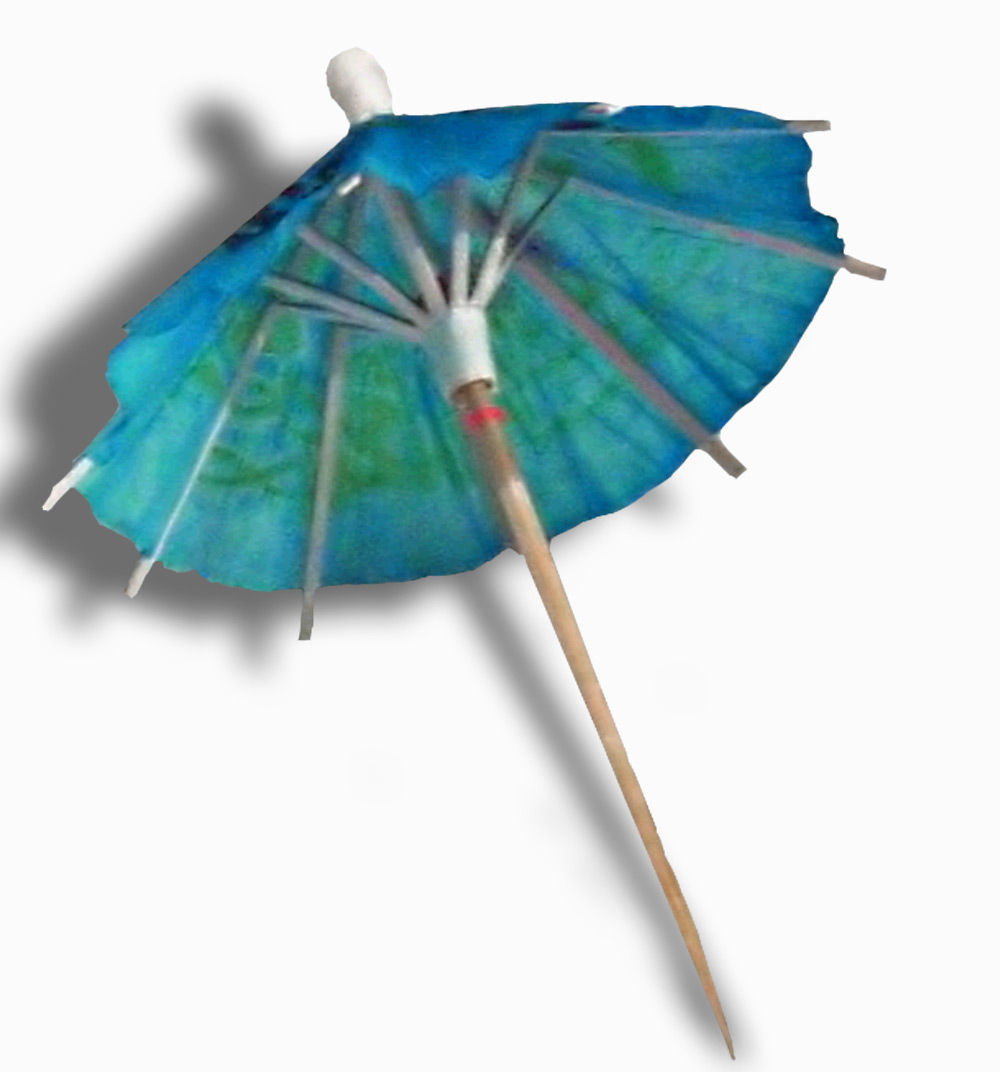
典型的なカクテル傘。爪楊枝のピンクのリングの部分で傘を開いた状態に保持している。

カクテル傘（カクテルかさ、英語: cocktail umbrella または paper parasol）は、紙と爪楊枝で作られた小さな傘である。主にトロピカルドリンクの装飾に使われ、また、デザートやその他の飲食物にも使用される。